# スウェーデン語方言字母
スウェーデン語方言字母（スウェーデンごほうげんじぼ、スウェーデン語: Landsmålsalfabetet）は、スウェーデン語の方言の音声を記述するために、19世紀に考案された発音記号。

## 概要
スウェーデン語方言字母は、ヨアン・ルンデルによって1878年に考案された。国際音声記号と同様、ラテン・アルファベットおよびそれを変形された文字を使い、各単音に対して1つの文字を割りあてている。文字の種類は118あるが、印刷が不便であり、現在は使われていない。

## 中国語用の音声記号との関係
スウェーデンのベルンハルド・カールグレンは、普通話の zhi や zi の母音を舌尖母音(apical vowel)と呼んだ。中国語学では舌尖母音のために、スウェーデン語方言字母に由来する4つの記号を使うことがあるが、これらは国際音声記号ではない。ただし本来の方言字母にあったのは ʅ と ʯ の2文字だけで、のこりの2文字はカールグレンが自分で作った文字らしい。
| Unicode | 文字 | 対応するIPA |
| ------- | ---- | ----------- |
| U+027F  | ɿ    | z̩           |
| U+0285  | ʅ    | ʐ̩           |
| U+02AE  | ʮ    | z̩ʷ          |
| U+02AF  | ʯ    | ʐ̩ʷ          |

たとえば『漢語方音字彙』では「歯」(齿)の字音は北京で [tʂʻʅ]、揚州で [tsʻɿ]、蘇州で [tsʻʮ] のように書かれている（声調は省略）。
カールグレンはルンデル本人に学び、また『中国音韻学研究』の初版はルンデルの出版社から出版され、後の版よりも大量にスウェーデン語方言字母を用いていた。
なおカールグレン本人は後にはこれらの記号を使うのをやめ、舌尖母音のためにはより印刷に便利な ï を使うようになった。

## Unicode
スウェーデン語方言字母の大半はUnicodeに含まれていない（上記の中国語で使われているものを除く）。
以下の3つの文字が Unicode 5.1 (2008) でラテン文字拡張Cの領域に追加された。『Ordbok över Finlands svenska folkmål』（フィンランドで使われているスウェーデン語方言の辞典）で使用されているものだという。ただしUnicode のコード表では「ウラル音声記号の拡張」に含めている。
| Unicode | 文字 | 対応するIPA |
| ------- | ---- | ----------- |
| U+2C78  | ⱸ    | e̞           |
| U+2C79  | ⱹ    | l̥           |
| U+2C7A  | ⱺ    | o̞           |

2008年にスウェーデン語方言字母106字の登録が提案されたが、いまのところ追加されていない。